# Acanthodelta semiflava
Acanthodelta semiflava là một loài bướm đêm trong họ Noctuidae.